# Lijst van voetbalinterlands Hongarije - Noord-Ierland
Deze lijst van voetbalinterlands is een overzicht van alle officiële voetbalwedstrijden tussen de nationale teams van Hongarije en Noord-Ierland. De teams hebben tot op heden zeven keer tegen elkaar gespeeld. De eerste ontmoeting was een kwalificatiewedstrijd voor het Wereldkampioenschap voetbal 1990 en werd gespeeld in Boedapest op 19 oktober 1988. Het laatste duel, een vriendschappelijke wedstrijd, vond plaats op 29 maart 2022 in Belfast.

## Wedstrijden
| № | Plaats    | Datum            | Competitie           | Wedstrijd                 | Uitslag |
| - | --------- | ---------------- | -------------------- | ------------------------- | ------- |
| 1 | Boedapest | 19 oktober 1988  | WK 1990 kwalificatie | Hongarije − Noord-Ierland | 1 − 0   |
| 2 | Belfast   | 6 september 1989 | WK 1990 kwalificatie | Noord-Ierland − Hongarije | 1 − 2   |
| 3 | Belfast   | 26 april 2000    | Vriendschappelijk    | Noord-Ierland − Hongarije | 0 − 1   |
| 4 | Belfast   | 19 november 2008 | Vriendschappelijk    | Noord-Ierland − Hongarije | 0 − 2   |
| 5 | Boedapest | 7 september 2014 | EK 2016 kwalificatie | Hongarije − Noord-Ierland | 1 − 2   |
| 6 | Belfast   | 7 september 2015 | EK 2016 kwalificatie | Noord-Ierland − Hongarije | 1 − 1   |
| 7 | Belfast   | 29 maart 2022    | Vriendschappelijk    | Noord-Ierland − Hongarije | 0 − 1   |

## Samenvatting
| Competitie        | Totaal gespeeld | Winst Hongarije | Gelijk | Winst Noord-Ierland | Doelsaldo Hongarije – Noord-Ierland |
| ----------------- | --------------- | --------------- | ------ | ------------------- | ----------------------------------- |
| WK-kwalificatie   | 2               | 2               | 0      | 0                   | 3 − 1                               |
| EK-kwalificatie   | 2               | 0               | 1      | 1                   | 2 − 3                               |
| Vriendschappelijk | 3               | 3               | 0      | 0                   | 4 − 0                               |
| Totaal            | 7               | 5               | 1      | 1                   | 9 − 4                               |

## Details

### Eerste ontmoeting
| WK 1990 kwalificatie (Boedapest, Hongarije, 19 oktober 1988):                                                                                          |              | |
| Hongarije | 1 – 0        | Noord-Ierland |
| István Vincze 84' | goals        | |
| György Mezey | bondscoach   | Billy Bingham |
| Péter Disztl Sándor Sallai Antal Nagy János Sass Géza Mészöly 46' Imre Garaba József Kiprich István Kozma György Bognár Lajos Détári Gyula Hajszán 81' | opstellingen | Alan McKnight Mal Donaghy Nigel Worthington Alan McDonald John McClelland Anton Rogan Danny Wilson 58' Michael O'Neill 81' Colin Clarke Kingsley Black Robbie Dennison |
| László Dajka 46' István Vincze 81' | wissels      | 58' Kevin Wilson 81' Jimmy Quinn |
| Imre Garaba 47' István Kozma 74' | gele kaarten | 12' Mal Donaghy 62' Kevin Wilson 66' Robbie Dennison |

### Vijfde ontmoeting
| EK 2016 kwalificatie (scheidsrechter Deniz Aytekin, Boedapest, Hongarije, 7 september 2014):                                                                               |              | |
| Hongarije | 1 – 2        | Noord-Ierland |
| Tamás Priskin 75' | goals        | 81' Niall McGinn 88' Kyle Lafferty |
| Attila Pintér | bondscoach   | Michael O'Neill |
| Péter Gulácsi Vilmos Vanczák Zoltán Lipták Roland Juhász Balázs Dzsudzsák József Varga Dániel Tőzsér Balázs Balogh Gergely Rudolf 70' Ádám Gyurcsó 59' Nemanja Nikolić 46' | opstellingen | Roy Carroll Aaron Hughes Chris Baird 72' Gareth McAuley Conor McLaughlin Steve Davis Chris Brunt Corry Evans 79' Oliver Norwood Kyle Lafferty 66' Jamie Ward |
| Tamás Priskin 46' Gergő Lovrencsics 59' István Kovács 70' | wissels      | 66' Niall McGinn 72' Craig Cathcart 79' Billy McKay |
| Vilmos Vanczák 35' | gele kaarten | 44' Oliver Norwood |
| - Debuut van Bálazs Balogh (Újpest FC) voor Hongarije. |              | |

MLSZ · A-internationals · Selecties · Bondscoaches · Hongaars vrouwenelftal · Olympisch elftal · Hongarije U21 · Hongarije U20 · Hongarije U19 · Hongarije U18 · Hongarije U17 · Hongarije U16
1902 – 1919 · 
1920 – 1929 · 
1930 – 1939 · 
1940 – 1949 · 
1950 – 1959 · 
1960 – 1969 · 
1970 – 1979 · 
1980 – 1989 · 
1990 – 1999 · 
2000 – 2009 · 
2010 – 2019 ·
2020 − 2029
EK's:
1964 · 
1972 · 
2016 ·
2020 ·
2024
WK's:
1934 · 
1938 · 
1954 · 
1958 · 
1962 · 
1966 · 
1978 · 
1982 · 
1986
OS:
1912 · 
1924 · 
1936 · 
1952 · 
1960 · 
1964 · 
1968 · 
1972 · 
1996
1902 · 
1903 · 
1904 · 
1905 · 
1906 · 
1907 · 
1908 · 
1909 · 
1910 · 
1911 · 
1912 · 
1913 · 
1914 · 
1915 · 
1916 · 
1917 · 
1918 · 
1919 · 
1920 · 
1921 · 
1922 · 
1923 · 
1924 · 
1925 · 
1926 · 
1927 · 
1928 · 
1929 · 
1930 · 
1931 · 
1932 · 
1933 · 
1934 · 
1935 · 
1936 · 
1937 · 
1938 · 
1939 · 
1940 · 
1941 · 
1942 · 
1943 · 
1944 · 
1945 · 
1946 · 
1947 · 
1948 · 
1949 · 
1950 · 
1952 · 
1952 · 
1953 · 
1954 · 
1955 · 
1956 · 
1957 · 
1958 · 
1959 · 
1960 · 
1961 · 
1962 · 
1963 · 
1964 · 
1965 · 
1966 · 
1967 · 
1968 · 
1969 · 
1970 · 
1971 · 
1972 · 
1973 · 
1974 · 
1975 · 
1976 · 
1977 · 
1978 · 
1979 · 
1980 · 
1981 · 
1982 · 
1983 · 
1984 · 
1985 · 
1986 · 
1987 · 
1988 · 
1989 · 
1990 · 
1991 · 
1992 · 
1993 · 
1994 · 
1995 · 
1996 · 
1997 · 
1998 · 
1999 · 
2000 · 
2001 · 
2002 · 
2003 · 
2004 · 
2005 · 
2006 · 
2007 · 
2008 · 
2009 · 
2010 · 
2011 · 
2012 · 
2013 · 
2014 · 
2015 ·
2016 ·
2017 ·
2018 ·
2019 ·
2020 ·
2021 ·
2022 ·
2023 ·
2024
Albanië ·
Algerije ·
Andorra · 
Antigua en Barbuda ·
Argentinië ·
Armenië ·
Australië ·
Azerbeidzjan ·
België ·
Bohemen ·
Bolivia ·
Bosnië en Herzegovina ·
Brazilië ·
Bulgarije ·
Canada ·
Chili ·
China ·
Colombia ·
Costa Rica ·
Cyprus ·
Denemarken ·
DDR ·
Duitsland ·
Egypte ·
El Salvador ·
Engeland ·
Estland ·
Faeröer ·
Finland ·
Frankrijk ·
Georgië ·
Griekenland ·
Ierland ·
IJsland ·
India ·
Iran ·
Israël ·
Italië ·
Ivoorkust ·
Japan ·
Joegoslavië ·
Jordanië ·
Kazachstan · 
Koeweit ·
Kosovo · 
Kroatië ·
Letland ·
Libanon ·
Liechtenstein ·
Litouwen ·
Luxemburg ·
Malta ·
Mexico ·
Moldavië ·
Montenegro ·
Nederland ·
Nederlands-Indië ·
Nieuw-Zeeland ·
Noord-Ierland ·
Noord-Macedonië ·
Noorwegen ·
Oekraïne ·
Oostenrijk ·
Paraguay ·
Peru ·
Polen ·
Portugal ·
Qatar ·
Roemenië ·
Rusland ·
San Marino ·
Saoedi-Arabië ·
Schotland ·
Servië ·
Slovenië ·
Slowakije ·
Sovjet-Unie ·
Spanje ·
Tsjechië ·
Tsjecho-Slowakije ·
Turkije ·
Uruguay ·
Verenigde Arabische Emiraten ·
Verenigde Staten ·
Verenigd Koninkrijk ·
Wales ·
Wit-Rusland ·
Zuid-Korea ·
Zweden ·
Zwitserland
Brazilië (1954) · 
Duitsland (2021) ·
Frankrijk (2021) · 
IJsland (2016) · 
Italië (1938) · 
Oostenrijk (2016) · 
Portugal (2021) · 
West-Duitsland (1954, 2)
IFA · A-internationals · Selecties · Bondscoaches · Noord-Iers vrouwenelftal · Brits olympisch elftal · N-Ierland U21 · N-Ierland U20 · N-Ierland U19 · N-Ierland U18 · N-Ierland U17 · N-Ierland U16
1882 – 1899 ·
1900 – 1919 ·
1920 – 1929 ·
1930 – 1939 ·
1940 – 1949 ·
1950 – 1959 ·
1960 – 1969 ·
1970 – 1979 ·
1980 – 1989 ·
1990 – 1999 ·
2000 – 2009 ·
2010 – 2019 ·
2020 – 2029
EK 2016
WK 1958 · 
WK 1982 · 
WK 1986
1921 · 
1922 · 
1923 · 
1924 · 
1925 · 
1926 · 
1927 · 
1928 · 
1929 · 
1930 · 
1931 · 
1932 · 
1933 · 
1934 · 
1935 · 
1936 · 
1937 · 
1938 · 
1939 · 
1940 · 1941 · 1942 · 1943 · 1944 · 1945 · 
1946 · 
1947 · 
1948 · 
1949 · 
1950 · 
1952 · 
1952 · 
1953 · 
1954 · 
1955 · 
1956 · 
1957 · 
1958 · 
1959 · 
1960 · 
1961 · 
1962 · 
1963 · 
1964 · 
1965 · 
1966 · 
1967 · 
1968 · 
1969 · 
1970 · 
1971 · 
1972 · 
1973 · 
1974 · 
1975 · 
1976 · 
1977 · 
1978 · 
1979 · 
1980 · 
1981 · 
1982 · 
1983 · 
1984 · 
1985 · 
1986 · 
1987 · 
1988 · 
1989 · 
1990 ·
1991 · 
1992 · 
1993 · 
1994 · 
1995 · 
1996 · 
1997 · 
1998 · 
1999 · 
2000 · 
2001 · 
2002 · 
2003 · 
2004 · 
2005 · 
2006 · 
2007 · 
2008 · 
2009 · 
2010 · 
2011 · 
2012 · 
2013 · 
2014 · 
2015 · 
2016 · 
2017 · 
2018 · 
2019 · 
2020 · 
2021 ·
2022 ·
2023 ·
2024
Albanië ·
Algerije ·
Andorra ·
Argentinië ·
Armenië ·
Australië ·
Azerbeidzjan ·
Barbados ·
België ·
Bosnië en Herzegovina ·
Brazilië ·
Bulgarije ·
Canada ·
Chili ·
Colombia ·
Costa Rica ·
Cyprus ·
Denemarken ·
Duitsland ·
Engeland ·
Estland ·
Faeröer ·
Finland ·
Frankrijk ·
Georgië · 
Griekenland ·
Honduras ·
Hongarije ·
Ierland ·
IJsland ·
Israël ·
Italië ·
Joegoslavië ·
Kazachstan ·
Kosovo ·
Kroatië ·
Letland ·
Liechtenstein ·
Litouwen ·
Luxemburg · 
Malta ·
Marokko ·
Mexico ·
Moldavië ·
Montenegro ·
Nederland ·
Nieuw-Zeeland ·
Noorwegen ·
Oekraïne ·
Oostenrijk ·
Panama ·
Polen ·
Portugal ·
Qatar ·
Roemenië ·
Rusland ·
Saint Kitts en Nevis ·
San Marino ·
Schotland ·
Servië ·
Servië en Montenegro ·
Slovenië ·
Slowakije ·
Sovjet-Unie ·
Spanje ·
Thailand ·
Trinidad en Tobago ·
Tsjechië ·
Tsjecho-Slowakije ·
Turkije ·
Uruguay ·
Verenigde Staten ·
Wales ·
Wit-Rusland · 
Zuid-Korea ·
Zweden ·
Zwitserland
Frankrijk (1982) · Oekraïne (2016) · Oostenrijk (1982) · Polen (2016)